# Fins Open
Het Fins Open was van 1992-2003 een golftoernooi van de Europese Challenge Tour. Het toernooi stond bekend als het Volvo Finnish Open en werd op de Espoo Golf Club gespeeld.
De eerste edities bestonden uit drie rondes, vanaf 1998 werden er vier rondes gespeeld. In 2003 was het prijzengeld € 100.000 prijzengeld.
Als opvolger werd in 2001 de Finse Challenge gestart. Het werd drie keer op Talma Golf gespeeld en toen gestopt. In 2012 kwam er een doorstart. Kristoffer Broberg won, Wil Besseling eindigde op de 2de plaats. Het prijzengeld was gestegen naar ruim €170.000.  

## Winnaars Fins Open
| Jaar                             | Baan                    | Winnaar            | Score              | Score              | Info                                                                                         |
| Volvo Finnish Open               | Volvo Finnish Open      | Volvo Finnish Open | Volvo Finnish Open | Volvo Finnish Open | Volvo Finnish Open                                                                           |
| -------------------------------- | ----------------------- | ------------------ | ------------------ | ------------------ | -------------------------------------------------------------------------------------------- |
| 1989                             | Espoon Golfseura        | Christian Cévaër   |                    |                    |                                                                                              |
| 1990                             |                         |                    |                    |                    |                                                                                              |
| 1991                             |                         |                    |                    |                    |                                                                                              |
| 1992                             | Espoo Golf Club         | Henrik Bergquist   |                    |                    |                                                                                              |
| 1993                             | Espoo Golf Club         | Per Nyman          | 280                | -8                 |                                                                                              |
| 1994                             | Espoo Golf Club         | Mikael Piltz       | 282                | -6                 |                                                                                              |
| 1995                             | Espoo Golf Club         | Fredrik Plahn      | 212                | -4                 |                                                                                              |
| 1996                             | Espoo Golf Club         | Björn Bäck         | 282                | -6                 |                                                                                              |
| 1997                             | Espoo Golf Club         | Søren Kjeldsen     | 276                | -12                |                                                                                              |
| 1998                             | Espoo Golf Club         | Christian Cévaër   | 280                | -8                 |                                                                                              |
| 1999                             | Espoo Golf Club         | Paul Nilbrink      | 281                | -7                 | na play-off tegen Gustavo Rojas                                                              |
| 2000                             | Espoo Golf Club         | Jean Hugo          | 273                | -15                |                                                                                              |
| 2001                             | Espoo Golf Club         | Peter Hedblom po   | 274                | -14                | na play-off tegen Mads Vibe-Hastrup Robert-Jan Derksen werd 13de                             |
| 2002                             | Espoo Golf Club         | Thomas Nørret      | 273                | -15                | Nicolas Colsaerts werd 29ste                                                                 |
| 2003                             | Espoo Golf Club         | Jamie Elson        | 264                | -24                |                                                                                              |
| 2004                             | Espoo Golf Club         | Roope Kakko (Am)   | 202                | -11                | na play-off tegen Phillip Archer en Johan Axgren toernooi werd wegens regenoverlast ingekort |
| Finnish Open - presented by ECCO |                         |                    |                    |                    |                                                                                              |
| 2013                             | Master Golf Club, Espoo | Kasper K Estrup    | 204                | -12                | Uitslag                                                                                      |
| Vacon Open                       |                         |                    |                    |                    |                                                                                              |
| 2014                             | Nordcenter Golf Resort  | Elias Bertheussen  | 206                | -10                | beste amateur: Nicolai Kristensen, Uitslag                                                   |

1990 ·
1991 ·
1992 ·
1993 ·
1994 ·
1995 ·
1996 ·
1997 ·
1998 ·
1999 ·
2000 ·
2001 ·
2002 ·
2003 ·
2004 ·
2005 ·
2006 ·
2007 ·
2008 ·
2009 ·
2010 ·
2011 ·
2012 ·
2013 ·
2014